# Kabinett Müller I (Baden-Württemberg)
Das Kabinett Müller I wurde am 7. Oktober 1953 in der Verfassunggebenden Landesversammlung von Baden-Württemberg ernannt, nachdem Gebhard Müller am 30. September 1953 zum Ministerpräsidenten gewählt worden war. Nachdem das Landesparlament am 11. November 1953 die neue Verfassung beschlossen hatte, wurde die Landesversammlung am Tag ihres Inkrafttretens, am 19. November, in einen Landtag umgewandelt. Das Kabinett Müller trat im Zuge dessen am 16. November zurück, um in der ersten Sitzung des Landtags am 19. November 1953, erneut – und in unveränderter Zusammensetzung – gewählt und vereidigt zu werden.

## Kabinett
| Amt                                                             | Name                               | Partei | Partei  |
| --------------------------------------------------------------- | ---------------------------------- | ------ | ------- |
| Ministerpräsident                                               | Gebhard Müller                     |        | CDU     |
| Stellvertretender Ministerpräsident und Minister für Wirtschaft | Hermann Veit                       |        | SPD     |
| Justiz                                                          | Wolfgang Haußmann                  |        | FDP/DVP |
| Inneres                                                         | Fritz Ulrich                       |        | SPD     |
| Kultus                                                          | Wilhelm Simpfendörfer              |        | CDU     |
| Finanzen                                                        | Karl Frank                         |        | FDP/DVP |
| Ernährung, Landwirtschaft und Forsten                           | Eugen Leibfried                    |        | CDU     |
| Arbeit                                                          | Ermin Hohlwegler                   |        | SPD     |
| Vertriebene, Flüchtlinge und Kriegsgeschädigte                  | Eduard Fiedler                     |        | GB/BHE  |
| Bundesangelegenheiten                                           | Oskar Farny                        |        | CDU     |
| Staatsräte                                                      | Anton Dichtel und Friedrich Werber |        | CDU     |